# Nephrodium sakayense
Nephrodium sakayense là một loài dương xỉ trong họ Dryopteridaceae. Loài này được Zeiller mô tả khoa học đầu tiên năm 1885.
Danh pháp khoa học của loài này chưa được làm sáng tỏ. 